# ضفدع علبة
ضفدع علبة (الاسم العلمي: Bufo dodsoni) ، وهي مهددة بفقد بيئتها الطبيعية .